# Singer S. Leó
Singer S. (Salamon) Leó (Várpalota, 1856 – Rimaszombat, 1912. december 5.) rimaszombati ortodox főrabbi, egyházi író.

## Élete
Egy rabbi fiaként született. Tanulmányait édesapja mellett kezdte el, majd Trencsénben és Pozsonyban folytatta. Utóbbi városban megválasztották hitszónoknak. Rimaszombatban 1882-ben választották meg főrabbinak, ahol a magyarosítás terén komoly tevékenységet fejtett ki a zsidóság körében. Tagja volt a város képviselőtestületének, és több kulturális és jótékonysági egyletnek is.
Fiai Singer Dezső dévaványai rabbi és Singer Arthur.

## Művei
- Bibliai történet chronologiai számításokkal. A nép- és középiskolák alsó oszt. számára. Rimaszombat, 1884.
- A vallás eredete és hitvallásunk tizenhárom alapelve a középiskolák III. és IV. oszt. számára. Rimaszombat, 1885.
- Bibliai történet és a zsidók története. Két részben. A világ teremtésétől a jelenkorig chronologiai számításokkal. Középiskolák számára. Rimaszombat, 1901. (2. bővített és javított kiadás.)
- Kötelességtan. Rimaszombat, 1907.
- Vallástan elemi iskolai izraeliták tanulói számára. 2. javított kiadás. é. n., Rimaszombat